# Pseudocorchorus alatus
Pseudocorchorus alatus är en malvaväxtart som beskrevs av René Paul Raymond Capuron. Pseudocorchorus alatus ingår i släktet Pseudocorchorus och familjen malvaväxter. Inga underarter finns listade i Catalogue of Life.